# Gareth Southgate
Sir Gareth Southgate OBE (født 3. september 1970) er en engelsk fodboldtræner, tidligere spiller, og forhenværende landstræner for Englands landshold. Efter England tabte EM-finalen i 2024 trak Southgate sig som landstræner. Han nåede at stå i spidsen for det engelske landshold i 102 landsholdskampe gennem næsten 8 år.

## Klubkarriere

### Crystal Palace
Southgate begyndte sin karriere hos Crystal Palace, hvor han fik sin professionelle debut i oktober 1990. Hans gennembrud kom i 1991-92 sæsonen, hvor han blev etableret som en fast mand på holdet.
Southgate blev i november 1993 udpeget som anfører på trods af han var bare 23 år gammel. Han ledte som anfører Palace til at vinde First Division i 1993-94 sæsonen.

### Aston Villa
Efter at Palace havde lidt nedrykning i 1995, så skiftede Southgate til Aston Villa. Han spillede mere end 200 kampe for klubben over de næste seks år.

### Middlesbrough
Southgate skiftede i juli 2001 til Middlesbrough. Han blev i juli 2002 udpeget som klubbens nye anfører, og i februar 2004 ledte han holdet til at vinde League Cup.

## Landsholdskarriere
Southgate debuterede for Englands landshold den 12. december 1995 i en venskabskamp imod Portugal. Han spillede i alt 57 landskampe og scorede 2 mål.

## Trænerkarriere

### Middlesbrough
Efter at Steve McClaren havde forladt Middlesbrough for at tage jobbet som Englands landstræner, så blev det annonceret at Southgate ville overtage rollen som træner, på trods af han på tidspunktet ikke havde opnået den nødvendige trænerlicens.
Middlesbrough led nedrykning fra Premier League i 2008-09 sæsonen, da det sluttede på 19. pladsen. På trods af nedrykningen, så forblev Southgate i rollen som træner. Han blev dog fyret få måneder inde i 2009-10 sæsonen, selvom Middlesbrough på tidspunktet var bare et enkelt point fra førstepladsen.

### England U/21
Efter fire år væk fra fodbold, så blev Southgate i august 2013 hyret som træner for Englands U/21-landshold. Han ledte holdet til U/21 Europamesterskabet i 2015, men England skuffede her, da de røg ud i gruppespillet.

### England
I september 2016 stoppede Englands landstræner Sam Allardyce pludseligt efter bare en enkelt kamp, og herpå overtog Southgate som midlertidig træner. Efter at have imponeret i rollen, så blev han i november af samme hyret på en fast basis.

#### VM 2018
Southgates første internationale turnering med England var VM i 2018. Efter at have sluttet på andenpladsen i gruppespillet, så slog England herefter Colombia og Sverige, og nåede hermed for første gang siden 1990 til semifinalerne. I semifinalen tabte England dog til Kroatien, og herefter tabte de tredjepladskampen til Belgien, og sluttede hermed på fjerdepladsen.

#### EM 2020
Ved EM 2020 fortsatte England de gode takter fra den forrige turnering, da de igen nåede til semifinalen efter sejrer over rivaler Tyskland og herefter Ukraine. I semifinalen mødte de Danmark, og sejrede her i overtiden, og nåede hermed til finalen for første gang ved EM nogensinde og kun landets anden internationale finale efter VM 1966. I finalen mødte de Italien, men tabte her på straffesparkskonkurrence.

#### VM 2022
Ved VM i 2022 ledte Southgate England til kvartfinalen, men tabte her til Frankrig.